# Simone Menezes
Simone Menezes (* 22. Januar 1977 in Brasilia) ist eine italienisch-brasilianische Dirigentin, die derzeit in Frankreich lebt.

## Leben und Wirken
Simone Menezes studierte an der Universidade Estadual de Campinas (UNICAMP) und an der École Normale de Musique de Paris sowie bei John Neschling und Colin Metters. In Brasilien gründete sie 1997 das Orchester Camerata Latino Americana, das Kompositionen lateinamerikanischer Kompositen zur Aufführung brachte. Sie wurde für die Arbeit mit lokalen Künstlern von der International Society for the Performing Arts in New York ausgezeichnet. Von 2008 bis 2012 leitete Menezes das Orchester der UNICAMP, Orquestra Sinfônica da Unicamp.
Wichtige Mentoren waren Paavo Järvi, Neeme Järvi, Marin Alsop, Thomas Adès und Lera Auerbach. Als Assistentin von Paavo Järvi erfolgte eine Zusammenarbeit mit dem Hr-Sinfonieorchester, dem Concertgebouw-Orchester Amsterdam, den Wiener Symphonikern und der Staatskapelle Berlin. Menezes war Conductor in residence beim Remix Ensemble in Portugal und beim Ensemble Multilatérale in Paris.
Als Gast dirigierte sie unter anderem das Rotterdams Philharmonisch Orkest, das Orchestre National d'Île-de-France, das Nationale Symphonieorchester Brasiliens, das Philharmonie-Orchester Osaka, das Orchestre National de Lille, das Orchestre National des Pays de Loire und das Orchestre National d’Auvergne, die Deutsche Kammerphilharmonie Bremen, das Rundfunk-Sinfonieorchester Berlin.
Ihr Repertoire umfasst klassische und zeitgenössische Werke. Außerdem machte sie sich in der Verbindung von Musik mit anderen Kunstformen einen Namen. Im Jahr 2020 gründete sie in Frankreich das Ensemble K, dessen Repertoire sich hauptsächlich dem Repertoire des 20. Jahrhunderts widmet. 2022 startete das Ensemble zum Beispiel das vielgestaltige Projekt Metanoia durch eine CD und die Produktion einer Fernsehdokumentation unter der Regie von Paul Smaczny, die sich mit Musik, Kunst und Fotografie auseinandersetzt.

## Auszeichnungen
- 2019: 2. Preis des Mawoma Wettbewerbs in Wien (Maestra Music and Women’s Competition)[2]

## Diskografie
- Novos Universos Sonoros. Mit u. a. dem Orquestra Sinfônica da Unicamp (2009)[5]
- Suíte Contemporânea Brasileira. Mit der Camerata Latino Americana (2015)[6]
- Accents. Mit dem Ensemble K (Aparté; 2020)[7]
- Metanoia. Werke von Puccini, Bach, Villa-Lobos, Pärt, Borodin. Mit Manon Galy, Violine; Ensemble K (Accentus; 2021)